# Пухов, Михаил Георгиевич
Михаи́л Гео́ргиевич Пу́хов (3 января 1944 года, Томск — 21 января 1995 года) — советский писатель-фантаст.

## Биография
Родился в Томске. Сын академика Георгия Евгеньевича Пухова. Окончил Московский физико-технический институт, работал инженером в Центральном Научно-исследовательском Радиотехническом институте (ЦНИРТИ).
Первая литературная публикация: рассказ «Охотничья экспедиция» (1968). В 1978 году в журнале «Техника — молодёжи» (№ 4, стр. 59-62) опубликован фантастический рассказ «Терминатор». С 1979 года возглавил отдел научной фантастики в редакции журнала «Техника — молодёжи».
Бо́льшую часть литературного наследия Пухова составляют небольшие рассказы и повести. Два крупных произведения — «Дуэльный зал» и «Дерево и река» — остались незавершёнными, при жизни автора публиковались только их небольшие фрагменты. Михаил Пухов также писал стихи и переводил с английского, польского и болгарского языков.
В 1985 году предсказал исключение Плутона из класса планет Солнечной системы, произошедшее в 2006 году.
Умер от рака.